# Dewevrella
Dewevrella es un género monotípico de fanerógamas de la familia Apocynaceae. Contiene una única especie: Dewevrella cochliostema De Wild. Es originaria del centro de África tropical en Zaire.

## Taxonomía
Dewevrella cochliostema fue descrita por Émile Auguste Joseph De Wildeman y publicado en Mission Émile Laurent 549. 1907.